# Луций Фабий Юст
Луций Фабий Юст (лат. Lucius Fabius Iustus) — римский государственный деятель второй половины I века — начала II века, консул-суффект 102 года. Происходил из провинции, сделал карьеру при императорах Нерве и Траяне, был дружен с Плинием Младшим.

## Биография

### Происхождение
О происхождении Луция Фабия Юста нет точных сведений. Историки Рональд Сайм и Вернек Эк полагают, что он был выходцем из сенаторского рода из Нарбонской Галлии. Однако их версия подвергается сомнению. Существует мнение, основанное на эпиграфических данных, что Луций Фабий Юст происходил с Пиренейского полуострова. Сторонники данной гипотезы опираются на количество надписей с упоминанием родового имени «Фабий», обнаруженных в Нарбонской Галлии и испанских провинциях. Если в Нарбонской Галлии таковых насчитывается всего 50, то в провинциях Пиренейского полуострова их количество превышает 300 единиц.
Историк А. Кабаллос отмечает, что ряд сенаторов, носивших родовое имя «Фабий», происходили именно из Испании. Что касается провинции, из которой был родом Юст, то здесь мнение историков склоняется к Лузитании, точнее, её южной части. Так, там была обнаружена надпись с упоминанием некоего Фабия Юста из Галериевой трибы. По мнению исследовательницы Франсуазы де Боск-Плато, Луций Фабий Юст происходил из испанского города Улия.

### Карьера
Луций Фабий Юст относился к классу так называемых «новых людей» (лат. homines novi). Он был возведен в сенаторское сословие в конце I века: либо в правление Домициана, либо при Нерве, либо уже при Траяне. О карьере Юста до консульства ничего не известно. Однако Рональд Сайм считает, что в 97 году он занимал должность легата легиона, какого конкретно, сказать нельзя. В эпоху правления императора Нервы, то есть в промежуток между 96 и 98 годом, Юст находился на посту претора. В марте 102 года он занимал должность консула-суффекта. Накануне начала второй дакийской кампании в 105 году Юст заменяет Авла Цецилия Фаустина на посту легата пропретора Нижней Мёзии.
В 105 году римские провинции подверглись нападению даков. Их правитель Децебал захватывает территорию Баната, находившуюся под римским контролем, а затем атаковал Мёзию. Траян покинул Рим в июне 105 года. Император, прибывший на дунайское побережье, столкнулся с затруднительной ситуацией. Рейды даков опустошили провинцию Нижняя Мёзия. Согласно информации, представленной на рельефе колонны Траяна, Децебалу удалось завладеть несколькими крепостями, где дислоцировались вспомогательные подразделения римской армии. Многие римские форты в Валахии были заняты или осаждены дакийскими отрядами равно как и те укрепления, что были построены вдоль Дуная. Траян усилил войска, находившиеся под командованием Фабя Юста. Всё лето 105 года было потрачено на ликвидацию последствий вторжения. В следующем году Траян вторгся в царство даков и покорил его. Юст оставался легатом пропретором Нижней Мёзии приблизительно до 108 года.
В 108/109 году Юст был назначен легатом пропретором Сирии, сменив Авла Корнелия Пальму Фронтониана. На этом посту он оставался практически в течение четырёх лет, то есть до 111/112 года. Дальнейшая его биография неизвестна.
Луций Фабий Юст был другом Плиния Младшего. Последний написал ему несколько писем, одно которых датируется 98 годом. Там Плиний укоряет Юста, что тот давно ему ничего не писал. Второе письмо относится к 107 году. В нём Плиний упоминает о том, что Юст хотел бы получить экземпляр его сочинений. Кроме того, Корнелий Тацит посвятил Юсту свой труд «Диалог об ораторах».